# Danh sách lễ hội ở Bắc Ninh

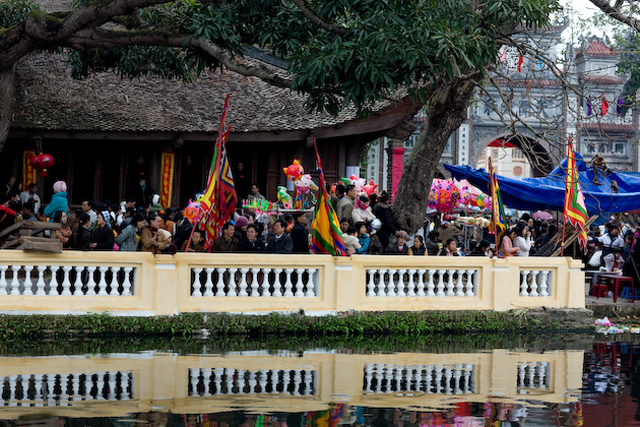
Lễ hội làng Đồng Kỵ 2009

Danh sách này liệt kê các lễ hội trên địa bàn tỉnh Bắc Ninh. Hàng năm, trên địa bàn tỉnh Bắc Ninh diễn ra hơn 547 lễ hội lớn nhỏ khác nhau. 

## Các lễ hội tiêu biểu
Một số lễ hội tiêu biểu được liệt kê dưới đây:
- Lễ hội Lim (thị trấn Lim, huyện Tiên Du) được tổ chức vào 13 tháng giêng hàng năm, tổ chức thi hát quan họ.
- Ngày 17-19 (Lễ hội lớn ở trong vùng) Hội làng Yên Phụ - Xã Yên Phụ, huyện Yên Phong - Bắc Ninh.
- Lế hội đền Bà Chúa Kho, Thành phố Bắc Ninh.
- Lễ hội chùa Thượng Phúc (Khu phố Cung Kiệm, phường Nhân Hòa, Quế Võ) ngày 10 tháng 2 âm lịch hằng năm. Bảo vật quốc gia tượng Quan Thế Âm chùa Thượng Phúc là pho tượng Quan Âm được khắc niên đại sớm nhất Việt Nam (năm 1449), đồng thời là pho tượng Quan Thế Âm thời Lê Sơ duy nhất.
- Lễ hội đình làng Đồng Đông (Xã Đại Đồng Thành, thị xã Thuận Thành, tỉnh Bắc Ninh), điểm đặc biệt của lễ hội là Lễ rước đại nghênh tứ vị Thành Hoàng diễn ra vào sáng mùng 8 tháng 2 âm lịch.
- Lễ hội làng Tam Tảo, xã Phú Lâm, huyện Tiên Du. Được tổ chức vào ngày mồng 10 tháng 2 hàng năm. Kỷ niệm ngày sinh của ông bà Phụ Quốc Đại Vương Trần Quý và Minh Phúc Hoàng Thái Hậu Phương Dung. Tưởng nhớ ớn hai vị tướng Đào Lại Bộ người có công giúp Thục Phán An Dương Vương đánh Triệu Đà xâm lược.
- Lễ hội Đền Đô (Phường Đình Bảng, Thành phố Từ Sơn) để kỷ niệm ngày đăng quang của vua Lý Thái Tổ - 15 tháng 3 năm Canh Tuất 1010, và tưởng niệm các vị vua nhà Lý.
- Lễ hội Thập Đình (của mười xã, phường thuộc thị xã Quế Võ và huyện Gia Bình) để kỷ niệm trạng nguyên đầu tiên của Việt Nam tức Thái sư Lê Văn Thịnh và Doãn Công (Cao Doãn Công).
- Lễ hội Đền Cao Lỗ Vương ngày 10 - tháng 3 ở làng Tiểu Than (làng Dựng) xã Vạn Ninh và làng Đại Than (làng Lớ) ở xã Cao Đức, huyện Gia Bình.
- Lễ hội Đền Tam Phủ xã Cao Đức, huyện Gia Bình.
- Lễ hội Đồng Kỵ ngày 4 - tháng Giêng.
- Lễ hội Chùa Dâu ngày 8 - tháng 4.
- Lễ hội Đình Châm Khê ngày 4 - tháng tám (âm)

Có câu:
Mùng bảy hội Khám
Mồng tám hội Dâu
Mồng chín hội Gióng
Mồng mười hội Bưởi đâu đâu cũng về

## Lịch một số lễ hội ở Bắc Ninh và các vùng lân cận
(Theo âm lịch)

### Tháng giêng
- - Mùng 3-5 hội làng Xà Đoài, xã Tam Giang, Yên Phong, Bắc Ninh. Cờ tướng chơi từ sáng mùng 3 tết nguyên đán. bóng chuyền hơi nam nữ, quan họ, đu tiên
  - Mùng 4:
    - Hội làng chóa làng Chân Lạc, xã Dũng Liệt, huyện Yên Phong
    - Hội rước pháo, thi pháo, tế bánh dầy, diễn trò ôm cột, dô Ông Đám, múa hoa làng Đồng Kỵ ở phường Đồng Kỵ, thành phố Từ Sơn.
    - Hội xem hoa mẫu đơn, diễn trò "Từ Thức gặp tiên" ở chùa Phật Tích (Phật Tích - Tiên Du).
    - Hội thi kéo co giữa nam và nữ làng Hữu Chấp ở phường Phong Khê, thành phố Bắc Ninh.
    - Hội rước lợn ỷ và đuổi cuốc làng Trà Xuyên ở phường Khúc Xuyên, thành phố Bắc Ninh.
    - Hội hát Quan họ làng Ó (Hội Ó) ở phường Võ Cường, thành phố Bắc Ninh. Tối họp chợ âm phủ và bán gà đen.

  - Mùng 4-5: 
    - Hội làng Dương Sơn ở Tam Sơn, thành phố Từ Sơn.
    - Hội đuổi cuốc ở làng Xuân Đài (Vạn Ninh, Gia Bình).

  - Mùng 5: Đền Vân Mẫu ở thôn Hai Vân, phường Vân Dương (thành phố Bắc Ninh).
  - Đền Vân Mẫu - quê hương của Thánh Mẫu, là nơi duy nhất có ngôi đền thờ Đức Thánh Mẫu (mẹ của Đức Thánh Tam Giang) - hằng năm mở hội vào mùng 5 tháng Giêng (là ngày sinh của Đức Thánh Tam Giang - 5 tháng 1 năm Nhâm Ngọ 502). Ngày hội đền Vân Mẫu có sự góp mặt của 372 làng xã tôn thờ Đức Thánh Tam Giang thuộc 5 tỉnh, 16 huyện thị, từ Đu Đuống (Thái Nguyên), đến Ngã Ba Xà (Tam Giang - Yên Phong), rồi tới Lục Đầu Giang. Tục truyền, trước đây hàng năm cứ đến ngày 15 tháng 4 âm lịch (Thánh mẫu băng hà năm Kỷ Hợi 519) là ngày hóa của Thánh Mẫu thì không những dân các làng của tổng Vân Mẫu tổ chức hội hè để tế lễ Thánh Mẫu, mà nhiều làng thờ Thánh Tam Giang cũng quy tụ về đây hương khói phụng thờ bà.
- Mùng 5-6:

- Hội Cổ Loa, xã Cổ Loa, Đông Anh, Hà Nội. Nơi thờ An Dương Vương, hội lớn vùng này.Vật cổ truyền, bóng chuyền hơi nam nữ và Cờ tướng khởi tranh từ mùng 6 tháng giêng chơi 1 ngày là trao giải. các trò chơi dân gian như thi bắn nỏ rất vui.
- Hội Nghiêm Xá, thị trấn Chờ, Yên Phong, Bắc Ninh, cờ tướng khởi tranh từ sáng mùng 5 tết
- -     - Hội hát quan họ các làng Ném (Khắc Niệm) ở phường Khắc Niệm, TP Bắc Ninh và Khu Khả Lễ ở phường Võ Cường, thành phố Bắc Ninh.
    - Lễ hội chém lợn: Có lịch sử hơn 800 năm. Từ năm 1999, làng Ném Thượng đã khôi phục tục "chém lợn tế thần"[3] theo sự tích một vị tướng cuối đời Lý[4]
    - Hội rước chạ Khả Lễ, Bái Uyên ở xã Liên Bão, huyện Tiên Du.

  - Mùng 6-7:
    - Hội làng Thọ Trai, ở Tam Sơn, thành phố Từ Sơn.

  - Mùng 7:
  - Hội Chùa Dận, phường Đình Bảng, thành phố Từ Sơn, Bắc Ninh. Chùa nơi sinh ra vua Lý Thái Tổ Lý Công Uẩn. Cờ tướng, chọi gà.Cờ tướng chơi một ngày mùng 7 là kết thúc.
    - Hội hát Quan họ làng Đào Xá (4/1 âm lịch), làng Đống Cao(7/1 âm lịch), làng Châm Khê (28/1) phường Phong Khê, thành phố Bắc Ninh.
    - Hội hát quan họ làng Hòa Đình (làng Nhồi) ở phường Võ Cường, thành phố Bắc Ninh.
    - Hội Sĩ Vương, thôn Tam Á, phường Gia Đông và thôn Lũng Khê, phường Thanh Khương, thị xã Thuận Thành để tưởng nhớ Nam Giao Học Tổ Sĩ Nhiếp. Ông đã có công truyền bá Nho học và Đạo Phật vào Việt Nam.

  - Mùng 5-7: Hội "Bách nghệ" làng Như Nguyệt ở xã Tam Giang huyện Yên Phong. Biểu diễn các nghề của tứ dân "Sĩ, nông, công, thương".
  - Mùng 6-15: Hội "chen" làng Nga Hoàng (xã Yên Giả, thị xã Quế Võ) có diễn trò trai gái, già trẻ chen nhau.
  - Mùng 8-9 hội chùa Đài, phường Đình Bảng, thành phố Từ Sơn, Bắc Ninh. Cờ Tướng. gà chọi. Cờ tướng chơi ngày mùng 8 là kết thúc.
  - Mùng 8-10:
    - Hội Phú Mẫn ở thị trấn Chờ, huyện Yên Phong với nhiều môn thể thao đặc biệt đấu vật nổi tiếng.
    - Hội hát Quan họ làng Bồ Sơn (phương Võ Cường, Thành phố Bắc Ninh) có diễn trò đập nồi niêu. Đậc biệt là hát quan họ dưới thuyền với khung cảnh Đình, Chùa, Hồ nước.

  - Mùng 9:
    - Hội làng Tam Sơn ở phường Tam Sơn, thành phố Từ Sơn.
    - Hội Đình làng Thôn Trà Lâm, phường Trí Quả, thị xã Thuận Thành, Bắc Ninh.
    - Hội làng Trần ở phường Hạp Lĩnh, thành phố Bắc Ninh.

  - Mùng 9-11:
  - Hội làng rèn (Khu phố Đa Hội, phường Châu Khê, thành phố Từ Sơn, tỉnh Bắc Ninh). Phần hội: Cờ Tướng, tổ tôm điếm, chọi gà, biểu diễn võ thuật, Biểu diễn Tuồng Cổ ban ngày do đoàn tuồng của địa phương thực hiện. Hát Quan Họ trên thuyền. bóng chuyền hơi nam nữ. Cờ tướng và tổ tôm điếm khởi tranh từ sáng mùng 10 tháng giêng. Trống hội Thăng Long và biểu diễn võ thuật khai mạc ngày hội vào sáng mùng 9 tháng giêng, rất đông các du khách thập phương về tham dự lễ hội. Làng rèn Đa Hội nổi tiếng từ xa xưa tương truyền đã rèn đúc ngựa sắt, roi sắt,nón sắt cho Thánh Gióng đánh giặc Ân thời vua Hùng Vương thứ 6.
  - Ngày 10-11 Hội làng Yên Khê, Yên Thường, Gia Lâm, Hà Nội. Cờ tướng, bóng chuyền hơi, hát quan họ. 
    - Hội làng Chè ở xã Liên Bão, Tiên Du, Bắc Ninh (có nhiều trò chơi diễn ra như đấu vật, đá bóng, chọi gà, hát quan họ...)
    - Hội làng Mai Động (Phường Hương Mạc, thành phố Từ Sơn, Bắc Ninh). Có các trò chơi như: Chọi Gà, Hát Quan họ, Thi đấu Bóng chuyền, các tiết mục văn nghệ khác...

  - Ngày 11 và 12: Hội làng Hoài Trung (tên nôm là  làng Bựu giữa) xã Liên Bão huyện Tiên Du, thờ Tam vị Đông Quân Đại Vương: Đệ nhất, đệ nhị, Đệ tam có công cùng Hai Bà Trưng đánh quân Đông Hán. Hội hát quan họ trên thuyền Rồng, rước kiệu, chọi gà....
  - Hội thi đục mộc làng Phù Khê ở phường Phù Khê, thành phố Từ Sơn. (Hiện nay không thấy lễ hội này còn xuất hiện). Cờ tướng, bóng chuyền hơi nam nữ. Quan họ hát trên thuyền. Cờ tướng khởi tranh từ sáng 12 tháng giêng,nhiều kỳ tài về tham dự lễ hội
  - Ngày 11-12: Hội làng Đông Mai, xã Trung Nghĩa, huyện Yên Phong. với đối đáp quan họ, chọi gà,đấu cờ,đốt pháo (nay không còn nữa)... để tưởng nhớ bà thành hoàng làng là Dương Mai Công Chúa- Hứa Trinh Hoà. Là cung phi trong vương triều Lý Nam Đế, có công cùng ngài đánh đuổi quân ngoại xâm.
  - Ngày 12 và 13 Hội làng Đình Tràng, Dục Tú, Đông Anh, Hà Nội. Cờ Tướng, bóng chuyền và hát quan họ. Cờ khởi tranh từ sáng 12.
  - Ngày 12: Hội chùa Giỏ (chùa Quang Đổ) phường Đình Bảng, thành phố Từ Sơn, Bắc Ninh.
  - Ngày 12-14:
  - Hội Lim ở thị trấn Lim, huyện Tiên Du. Chính hội 13 tháng giêng. Cờ tướng khởi tranh từ chiều 12. chiều 13 chung kết cờ người.
  - Hội làng Quan Độ, xã Văn Môn, Yên Phong, Bắc Ninh. Chính hội 13 và 14 tháng giêng. Cờ tướng khởi tranh từ chiều 12 tháng giêng, Vật, bóng chuyền nam nữ. Chọi gà, hát quan họ, bóng đá. Hội rất vui. Đặc sắc bóng chuyền nam nữ, toàn đội mạnh quốc gia về tham gia thi đấu, giải bóng lớn, thưởng nhiều.
  - Hội làng Me, Hội làng Kim Thiều, phường Hương Mạc, thành phố Từ Sơn, Băc Ninh.
  - Hội làng Thiết Úng, Ngọc Lôi, Liên Hà, Đông Anh, Hà Nội.
  - Hội của 3 làng Quậy (Quậy Cả, Quậy Châu Phong và Quậy Giao Tác. Chính hội là 13 tháng giêng, cờ tướng, quan họ, vật cổ truyền thống, bóng chuyền hơi nam nữ,cầu lông và chọi gà.
  - Ngày 10-15:
    - Hội làng Vân Đoàn (Xã Đức Long, thị xã Quế Võ) có tục rước lợn đen (ông ỷ).
    - Hội làng Đình Cả, Lộ Bao, Duệ Nam, Duệ Khánh (Nội Duệ, Tiên Du) có tục "hát quan họ", ''chọi gà'' ''đấu vật''

  - Ngày 13-15:
    - Hội làng Thau (Kim Thao) ở xã Lâm Thao, huyện Lương Tài. Nổi tiếng về thi đấu vật.

  - Ngày 14-15: 
    - Hội đền Bà Chúa Kho, làng Cổ Mễ ở phường Vũ Ninh, thành phố Bắc Ninh.
    - Hội làng Phù Lưu, thôn Phù Lưu, xã Trung Nghĩa, huyện Yên Phong. Với những phong tục độc đáo: hát quan họ, hát đối đáp giao duyên, hội thi chọi gà, hội chơi cờ tướng, cờ người...
    - Hội làng Ngô Nội ở thôn Ngô Nội, xã Trung Nghĩa, huyện Yên Phong.

  - Ngày 15: hội Thôn Song Tháp, Đa Vạn, phường Châu khê, thành phố Từ Sơn sát dòng sông Ngũ Huyện. Cờ tướng ở thôn Song Tháp và Đa Vạn khởi tranh từ sáng 15 tháng giêng.
  - Ngày 17-19 (Lễ hội lớn ở trong vùng) Hội làng Yên Phụ - Xã Yên Phụ, huyện Yên Phong - Bắc Ninh: 
    - Đây là một lễ hội lớn của Bắc Ninh không thể bỏ qua, tưởng nhớ công lao của Thái úy Lý Thường Kiệt đã chọn núi Đồn, xã Yên Phụ làm đại bản doanh chống quân Tống xâm lược, hội với nhiều trò chơi như bóng chuyền da rất hay, bóng chuyền hơi, vật, bóng đá, cầu lông, cờ tướng, chọi gà, hát quan họ, khiêu vũ...

  - Ngày 17: Hội làng Phú Mỹ - Xã Đình Tổ - Thị xã Thuận Thành.
  - Ngày 17-18:Hội làng Á Lữ- Xã Đại Đồng Thành, thị xã Thuận Thành, Bắc Ninh. Lăng và đền thờ Kinh Dương Vương (cha của Lạc Long Quân) được đặt tại làng.
  - Ngày 18-21: 
    - Hội chùa Tổ ở xã Thái Bảo, huyện Gia Bình.
- Ngày 22-23 Hội làng Thiểm Xuyên, xã Thụy Hòa, huyện Yên Phong đây là lễ hội truyền thống hàng năm. Có các trò chơi: Đấu vật, chọi gà, hát quan họ, cờ tướng...
  - Ngày 24-25: Hội làng Đông Yên, xã Đông Phong, huyện Yên Phong đay là 1 lễ hội lớn không thể bỏ qua. 25 là chính hội vui nhất
  - Ngày 24-25-26:Lễ hội Làng Đại Lâm, xã Tam Đa, huyện Yên Phong. cờ tướng chơi từ chiều 24 tháng giêng.
- Ngày 30/01 đến ngày 02/02 hội làng Đông Xá - Đông Phong- Yên Phong - Bắc Ninh. Lễ hội có nhiều trò chơi dân gian và các làng quan họ lớn đổ về. 
  - Ngày 27-28: Hội làng giấy Châm Khê - Phong Khê Thành phố Bắc Ninh.

### Tháng 2
- Mùng 1:
- Ngày mùng 1-2/hai Mai Thượng, Mai Đình. Hiệp Hòa, Bắc Giang. Có cờ tướng
- Ngày 01-02 Hội làng Đông Xuất & Trung Bạn, xã Đông Thọ, Yên Phong, Bắc Ninh. Cờ, gà, bóng, quan họ trên thuyền.
- Ngày 2-3 tháng hai. Châu Lỗ, Mai Đình, Hiệp Hòa, Bắc Giang. Có cờ tướng      
  - Hội Đình làng Lương - Tri phương - Tiên Du - Bắc Ninh, Đình thờ 3 anh em họ cao gia và bà Vương phi Ỷ Lan
  - Hội làng Bình Ngô - phường An Bình, thị xã Thuận Thành. nơi thờ các bậc thủy tổ dân tộc: Kinh Dương Vương, Lạc Long Quân, Âu Cơ và Hùng Vương đệ nhất. Các sắc phong có niên đại như sau: 4 sắc Thiệu Trị 6 (1846), 3 sắc Tự Đức 3 (1850), 1 sắc Đồng Khánh 2 (1887), 1 sắc Duy Tân 3 (1909), 2 sắc Khải Định 9 (1924). Điều quý giá là bản thần tích "Hồng Bàng phả" của đền Bình Ngô đã cho biết rõ lai lịch, công trạng của các bậc thủy tổ dân tộc: Kinh Dương Vương, Lạc Long Quân và 18 đời Hùng Vương.
- Mùng 4: Hội Đình Đoài, xã Mão Điền, thị xã Thuận Thành.
- Mùng 5-6 tháng 2, Hội làng Tiêu Long, phường Tương Giang, thành phố Từ Sơn, Bắc Ninh. Cờ tướng khởi tranh sáng mùng 4 tháng 2.
- Mùng 5: Hội làng Thượng, xã Cảnh Hưng, Huyện Tiên Du.
- Ngày mùng 5 hội làng Đại Chương, xã Cảnh Hưng, Tiên Du, Bắc Ninh. Cờ tướng
- Ngày mùng 5-6 tháng 2 Hội làng Nành (Ninh Hiệp) Ninh Hiệp, Gia Lâm, Hà Nội. Có cờ tướng, bóng chuyền vật cổ truyền tuyệt hay nhiều đô vật nổi tiếng. Cờ tướng giải lớn, khởi tranh từ sáng mùng 5 tháng 2 âm lịch. Bóng chuyền nam nữ mời nhiều đội hay nổi tiếng về thi đấu.
- Mùng 6-7:
  - Hội Đình Làng Đông Côi (Thôn Cả - Phường Hồ - Thị xã Thuận Thành - T.Bắc Ninh).
  - Hội Đình làng Dương Húc (Đại Đồng - Tiên Du), lễ rước Thành hoàng có công dẹp giặc Ân giúp nước, có cờ tướng chơi một ngày mùng 6 tháng 2.
  - 'Hội làng Phù Lộc phường Phù Chẩn, thành phố Từ Sơn, Bắc Ninh. cờ tướng chơi từ sáng mùng 6 và ngày mìng 7 tháng 2.
  - Hội làng Nghĩa Chỉ ở Nghĩa Chỉ, Minh Đạo, Tiên Du.
  - 6-7 Hội đền Đức Vua Bà (Thủy tổ Quan họ) làng Viêm Xá (Diềm) ở phường Hoà Long, thành phố Bắc Ninh. Cờ tướng khởi tranh từ sáng mùng 6. Quan họ thì thật là tuyệt hay hát trên sân khấu.
  - Ngày mùng 7 tháng 2. Hội làng Hồi Quan - thờ Đức Thánh Tam Quang, thôn Hồi Quan, phường Tương Giang, thành phố Từ Sơn. Cờ tướng thi đấu một ngày là kết thúc. giải cờ Hồi Quan thì hơi nhỏ.
- Mùng 7-8:
- Mùng 7: Hội Đình Đông, xã Mão Điền, thị xã Thuận Thành.
  - Hội đình làng thôn Đồng Đông (xã Đại Đồng Thành, thị xã Thuận Thành), điểm đặc biệt của lễ hội là Lễ rước đại nghênh tứ vị Thành Hoàng diễn ra vào sáng mùng 8 tháng 2 âm lịch, lễ dước tổ chức định kỳ 5 năm 1 lần.
- Mùng 8-9:
  - Hội làng Tiến Bào ở Tiến Bào, phường Phù khê, thành phố Từ Sơn. Cờ tướng, bóng chuyền khởi tranh từ sáng mùng 8. Quan họ hát trên thuyền rồng tại ao đình
  - Hội làng Nguyễn Thụ ở phường Đồng Nguyên, thành phố Từ Sơn.Cờ tướng, bóng chuyền khởi tranh từ sáng mùng 8. Quan họ hát trên thuyền rồng tại ao đình
  - Hội làng Lễ Xuyên ở phường Đồng Nguyên, thành phố Từ Sơn.
  - Hội làng Yên Lã ở phường Tân Hồng, thành phố Từ Sơn.
  - Hội chùa Tiêu ở phường Tương Giang, thành phố Từ Sơn.
- Mùng 7-15: Hội tranh cây mộc tất làng Long Khám ở xã Việt Đoàn, huyện Tiên Du.
- Mùng 8-9: Hội làng Ngọc Nội, phường Trạm Lộ, thị xã Thuận Thành.
- Hội làng Hưng Phúc ở phường Tương Giang, thành phố Từ Sơn.
- Ngày 9-10 Hội làng Trùng Quán, Yên Thường, Gia Lâm, Hà Nội. Cờ tướng và vật cổ truyền.Cờ tướng và vật khởi tranh từ chiều mùng 9 tháng 2 âm lịch.
- Ngày 9-11 Hội làng truyền thống Cung Kiệm, Nhân Hòa, Quế Võ, nơi diễn ra lễ Rước Kiệu, Rước Nước tắm phật trên Sông Cầu và nhiều trò chơi dân gian khác. Lễ hội mang nhiều nét văn hóa truyền thống của vùng Kinh Bắc xưa.
- Hội làng Vĩnh Kiều ở phường Đồng Nguyên, thành phố Từ Sơn.
- Mùng 10-11: Hội làng Cẩm Giang ở phường Đồng Nguyên, thành phố Từ Sơn.Cờ tướng, Vật cổ truyền, Quan họ trên thuyền.
- Mùng 9 - 11: Hội chùa Thượng Phúc tại Khu phố Cung Kiệm, phường Nhân Hòa, thị xã Quế Võ, Bắc Ninh.
- Mùng 10:
  - Hội làng Đại Vi,và làng Đại Thượng, xã Đại Đồng, Tiên Du, Bắc Ninh. Vật và quan họ trên thuyền.
  - Hội làng Thôn Mai Thôn, xã Chi Lăng, thị xã Quế Võ, Bắc Ninh.
  - Hội làng Vân Xá, phường Cách Bi, thị xã Quế Võ, Thờ Lê Văn Thịnh (Thủ Khoa Đại Việt đầu tiên)
  - Hội làng Dương Lôi (Đình Sấm) ở phường Tân Hồng, thành phố Từ Sơn để kỷ niệm ngày mất của bà Phạm Thị, mẹ Lý Công Uẩn.
  - Hội làng Tam Tảo, xã Phú Lâm, huyện Tiên Du. Kỷ niệm ngày sinh của ông bà Phụ Quốc Đại Vương TRẦN QÚY và Minh Phúc Hoàng Thái Hậu PHƯƠNG DUNG,người có công cứu mạng Lý Công Uẩn (Lý Thái Tổ).Tưởng nhớ ớn hai anh em vị tướng ĐÀO LẠI BỘ người có công giúp Thục Phán AN DƯƠNG VƯƠNG đánh Giặc Triệu Đà xâm lược.
  - Hội làng Đông Phù (Phú Lâm Tiên Du) có trò rồng rắn đuổi bệt.
  - Hội làng Đại Mão, Xã Hoài Thượng, thị xã Thuận Thành, Bắc Ninh.
  - Hội làng Tiền Thôn, xã Văn Môn, huyện Yên Phong, tỉnh Bắc Ninh.
- Mùng 10 - 12: Hội Làng Yên Mẫn, phường Kinh Bắc, Thành phố Bắc Ninh.
- Ngày 14-15: Hội chùa Hàm Long ở phường Nam Sơn, thành phố Bắc Ninh.
- Ngày 14-15: Hội chùa làng Nghiêm Xá ở phường Việt Hùng, thị xã Quế Võ.
- Ngày 15-16: Hội đình Đình Bảng (Đình Bảng, thành phố Từ Sơn) có đón chạ Cẩm Giang và thi đấu vật, cờ tướng.
- Ngày 15-16: Hội đình Đồng Kỵ, phường Đồng Kỵ, thành phố Từ Sơn, Bắc Ninh thi đấu vật. Cờ tướng khởi tranh từ sáng 15.
- Ngày 17: Hội làng Nghi An, phường Trạm Lộ, thị xã Thuận Thành, rước phật, đá bóng, bóng chuyền, đánh đu, chọi gà, hát quan họ.

Lễ hội Đền Quan được tổ chức trong hai ngày 21 - 22/2 âm lịch hàng năm với nhiều hoạt động văn hóa thể thao, trò chơi dân gian phong phú hấp dẫn. Đây không chỉ là niềm vinh dự, tự hào của nhân dân và chính quyền địa phương mà còn là niềm động viên, khích lệ nhân dân có ý thức bảo tồn, phát huy giá trị lịch sử của di tích.
- Ngày 26-27: Hội làng Vọng Nguyệt, xã Tam Giang, huyện Yên Phong, tỉnh Bắc Ninh. 3 năm mở hội một lần. Lễ hội tưởng niệm Đức Thánh Tam Giang.Vọng Nguyệt là nơi có đền thờ chính thờ Trương Hống (trong số 300 làng thờ Đức Thánh Tam Giang) - người anh cả trong gia đình có năm anh em, đã có công giúp Triệu Việt Vương đánh giặc và sau này hiển linh giúp Lê Đại Hành (981), Lý Thường Kiệt (1076) trong kháng chiến chống quân Tống.Tương truyền ông và người em - Trương Hát đã đọc bài thơ Nam quốc sơn hà trong các cuộc kháng chiến đó.[5]
- Ngày 27-28 Hội làng Như Nguyệt, Tam Giang, Yên Phong, Bắc Ninh. kỷ niệm chiến thắng trên sông Như Nguyệt của tướng quân Lý Thường Kiệt đánh quân nhà Tống xâm lược nước ta.
- Ngày 26: Hội làng Tiến sĩ Kim Đôi ở phừong Kim Chân, TP Bắc Ninh.

### Tháng 3
- Mùng 3:10/2 âm lịch Hội làng Đại đình, thành phố Từ Sơn Bắc Ninh.
  - Hội làng Tiêu Sơn ở phường Tương Giang, thành phố Từ Sơn.
  - Giỗ tổ Phường Đậu: Khu phố Trà Lâm, phường Trí Quả, thị xã Thuận Thành, Bắc Ninh (Nguyễn Thừa Quang).
- Mủng 3- 4: Hội làng Phúc Tinh ở phường Tam Sơn, thành phố Từ Sơn. Cờ tướng chơi từ sáng mùng 3.
- Mùng 4-6: Hội làng Thọ Đức, xã Tam Đa, Yên Phong, Bắc Ninh.
- Mùng 8-9:
  - Hội làng Trang Liệt và làng Bính Hạ ở phường Trang Hạ, thành phố Từ Sơn. Cờ tướng ở Trang Liệt chơi từ sáng mùng 8 tháng 2, bóng chuyền hơi nam nữ tuyệt hay.
  - Hội làng Phù Lưu ở phường Đông Ngàn, thành phố Từ Sơn. Cờ tướng, vật cổ truyền khởi tranh từ sáng mùng 8.
- Mùng 10:
  - Hội đền Cao Lỗ Vương ở làng Đại Than ở xã Cao Đức, huyện Gia Bình.
  - Hội làng Đa Tiện, phường Xuân Lâm, thị xã Thuận Thành.
  - Hội đền thờ Nguyễn Cao làng Cách Bi, phường Cách Bi, thị xã Quế Võ.
  - Hội làng Liễn Hạ (phường Đại Xuân, thị xã Quế Võ).
  - Hội làng Tiểu Than- Lễ rước Lăng Mộ Cao Lỗ Vương, xã Vạn Ninh, huyện Gia Bình.
  - Hội "Thất thôn giao kiệt" làng Phú Mẫn ở thị trấn Chờ, huyện Yên Phong.
  - Hội làng Mẫn Xá, huyện Yên Phong.
- Ngày 14-16: 
  - Hội đình làng Từ Phong, phường Cách Bi, thị xã Quế Võ.
  - Hội thi mã Đông Hồ, phường Song Hồ, thị xã Thuận Thành.
  - Hội đền Lý Bát Đế, phường Đình Bảng, thành phố Từ Sơn.
- Ngày 14-17: Hội Đền Cầu Đào, Thị trấn Nhân Thắng, huyện Gia Bình.
- Ngày 18-20: Hội Đậu (Xã Mộ Đạo, thị xã Quế Võ) có thi thả diều, bơi chải.
- Ngày 20-21: Hội ba làng (Xuân Bình,Ngư Đại, Công Cối) phường Đại Xuân, thị xã Quế Võ.
- Ngày 24: Hội chùa Bút Tháp ở xã Đình Tổ, thị xã Thuận Thành.

### Tháng 4
- - Mùng 1:Hội đền Phụ Quốc (Xóm miễu - Tam Tảo - Phú Lâm - Tiên Du - Bắc Ninh). Kỷ niệm ngày mất của ông bà Phụ Quốc Đại Vương TRẦN QÚY và Minh Phúc Hoàng Thái Hậu PHƯƠNG DUNG,người có công cứu mạng Lý Công Uẩn (Lý Thái Tổ).
  - Mùng 7:
    - Hội Khám (Hội chùa Linh Ứng), làng Ngọc Khám, phường Gia Đông, thị xã Thuận Thành.

  - Mùng 8:
  - Đình Đám (Nắp Dừa) ở xã Quảng Phú, huyện Lương Tài
    - Hội Dâu (Chùa Dâu) ở phường Thanh Khương, thị xã Thuận Thành.

  - Mùng 9:
    - Hội làng Vó (Quảng Bố), xã Quảng Phú, huyện Lương Tài.

  - Mùng 10:
    -       -         - Hội làng Đạo Tú - Phường Song Hồ - Thị xã Thuận thành.

    - Hội làng Bưởi (Đại Bái) ở xã Đại Bái, huyện Gia Bình.
    - Hội đền Thánh Tổ (Bồ Tát) ở Đại Phúc, thành phố Bắc Ninh.

  - Ngày 10:
    - Hội đền Xà ở xã Tam Giang, huyện Yên Phong.

  - Ngày 11: hội chùa Hương Thủy làng trầm chỉ nay thôn Đại Trạch, xã Đình Tổ, thị xã Thuận Thành, Bắc Ninh.
  - Ngày 20:
    - Hội đền Vân Mẫu ở phường Vân Dương, TP Bắc Ninh.

### Tháng 6
- - Ngày 26 - 6:
    - Kỷ niệm ngày sinh của Ngô Quang Dũng - Vân Dương - TP.Bắc Ninh.
- Tháng 8:
  - Mùng 1-8:
    - Hội làng Phấn Động ở xã Tam Đa, huyện Yên Phong.

  - Mùng 1-4:
    - Hội Đình Châm Khê ở làng giấy Châm Khê - Phong Khê

  - Mùng 5:
    - Hội làng Đông Xá ở xã Đông Phong, huyện Yên Phong.

  - Mùng 7:
    - Hội rước nước làng Thị Cầu ở phường Thị Cầu, thành phố Bắc Ninh.

  - Ngày 8:
    - Lễ hội thôn An Ninh - Yên Phụ - Yên Phong, sẽ có môn bóng chuyền hơi, hát quan họ, ca nhạc vào tối mồng 7 và mồng 8.

  - Ngày 10:
    - Lễ hội thôn An Tập - Yên Phụ - Yên Phong, sẽ có hát quan họ và đoàn trèo địa phương Thất Diệu Sơn biểu diễn vào tối mồng 9 và mồng 10

  - Ngày 10-14
    - Hội rước nước đền Phả Lại ở xã Đức Long, thị xã Quế Võ.

  - Ngày 15-16:
    - Hội đền Chi Long ở xã Long Châu, huyện Yên Phong.

  - Ngày 23 - 8
    - Giỗ tổ nghề đúc đồng Làng Vó (Thôn Quảng Bố, Lương Tài, Bắc Ninh)

  - Ngày 28-08 (AL)
    - Hội hát đình làng Yên Phụ, Yên Phong, Bắc Ninh có những môn bóng chuyền da và hát quan họ.

  - Ngày 29 -08:
    - Hội thôn Cầu Giữa - Yên Phụ - Yên Phong - Bắc Ninh sẽ có hát quan họ vào chiều và tối 29.

### Tháng 9
- Ngày 4-9(AL): Lễ hội thôn Đức Lân- Yên Phụ- Yên Phong- Bắc Ninh có những môn như Bóng Đá, Bóng Chuyền Da, Vật, Quan họ
- Ngày 9-9: Lễ hội thôn Cầu Gạo - Yên Phụ - Yên Phong - Bắc Ninh có hát quan họ ca nhạc và đặc biệt có trò chơi như bắt vịt dưới ao, đập niêu đất rất vui, có hát quan họ trên thuyền vào buổi chiều mồng 9.
  - Mùng 8-9:
    - Hội chùa Dạm ở phường Nam Sơn, thành phố Bắc Ninh.

  - Mùng;10/12 tháng 9 hội làng Ô Cách, huyện Yên Phong.
  - Ngày 12,13 Hội làng Nghĩa Lập - Phường Phù Khê - Thành phố Từ Sơn.
  - Mùng 23:
    - Giỗ bà Lý Chiêu Hoàng tại Đền Rồng, Đình Bảng, Thành phố Từ Sơn.
    - Hội thi nói khoác làng Đông Yên ở xã Đông Phong, huyện Yên Phong.

  - Ngày 29 
    - Giỗ tổ làng nghề Đại Bái (bưởi) thuộc xã Đại Bái, huyện Gia Bình.

### Tháng 10
- - Ngày 15:
    - Hội thi giã bánh dầy làng Đạo Chân ở phương Kim Chân, TP Bắc Ninh.